# Naja nigricincta
Naja nigricincta es una especie de cobra escupidora del género Naja que pertenece a la familia Elapidae.
Esta especie ha sido considerada durante mucho tiempo como una subespecie de la cobra escupidora de cuello negro (Naja nigricollis), pero diferencias morfológicas y genéticas han llevado a su reconocimiento como especie diferente.

## Subespecies
Actualmente se reconocen dos subespecies bajo el nombre Naja nigricincta: La subespecie llamada N. n. nigricincta, generalmente conocida como cobra escupidora rayada occidental, nombre debido a las líneas oscuras que recorren longitudinalmente el cuerpo de la serpiente, y la subespecie N. n. woodi, generalmente conocida como cobra escupidora negra, de un color negro sólido y que solo se encuentra en las áreas desérticas de Sudáfrica. 
Ambas subespecies son más pequeñas que N. nigricollis, con longitudes en ejemplares adultos medios de menos de 1,5 metros.
| Subespecies       | Autor del taxón | Nombre común                       | Distribución                                     | Diferencias regionales |
| ----------------- | --------------- | ---------------------------------- | ------------------------------------------------ | --- |
| N. n. nigricincta | Bogert 1940     | Cobra escupidora rayada occidental | Norte y centro de Namibia y sur de Angola        | Gris marrón, amarillo, o rosa con bandas oscuras que van desde la cabeza a la cola |
| N. n. woodi       | Pringle 1955    | Cobra escupidora negra             | Sur de Namibia y de Botsuana, Lesoto y Sudáfrica | Matices de color negro sólido en adultos. Los ejemplares de corta edad son de cuerpo gris con la cabeza de color negro sólido. Distintivamente diferente de Naja nigricollis (S.Angeli 2017) |

## Descripción

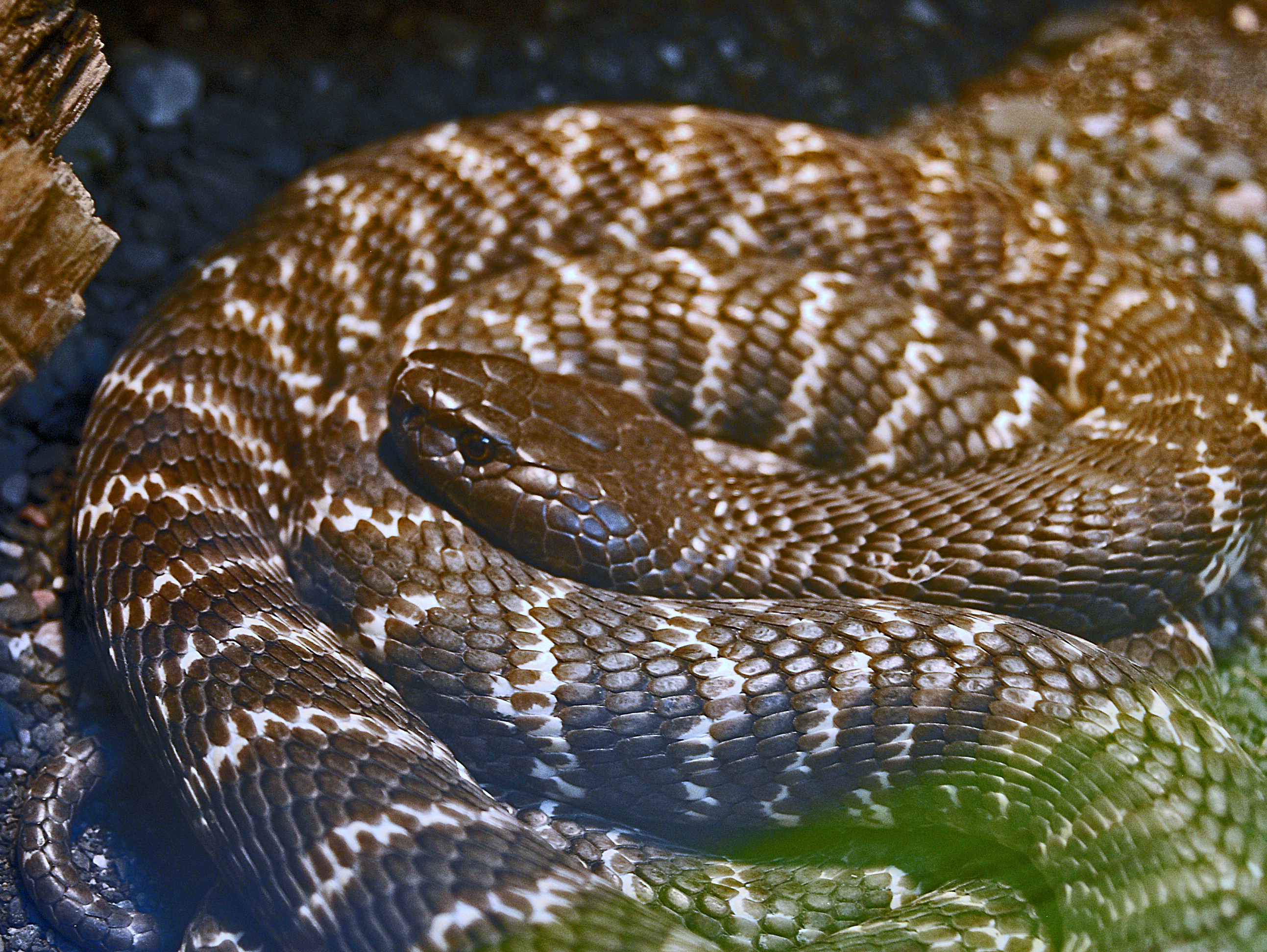
Naja nigricincta mostrando rayas semejantes a las de una cebra

Naja nigricincta es una cobra escupidora de veneno con un cuerpo de color marrón oscuro a negro y rayas verticales de color cebra blanquecino o amarillo claro a lo largo de la zona dorsal.
Estas rayas generalmente son espaciadas uniformemente y pueden ser completas o fragmentadas. Las escamas ventrales varían de color blanco a naranja. En serpientes juveniles generalmente la coloración es más clara que en los adultos.
Como toda especie del género Naja, esta serpiente puede aplanar la cabeza y el cuello como si se tratara de una capucha. La cabeza y la capucha son uniformemente de color marrón oscuro o negro.
En víctimas de mordedura, el veneno de Naja nigricincta puede causar hemorragias masivas, necrosis y parálisis. Estas serpientes también pueden escupir su veneno con gran exactitud, dándoles a sus enemigos y causándoles ceguera temporal o permanente.

## Distribución
Esta especie es nativa de partes del sur de África austral (sur de Angola, Namibia, Botsuana, Lesoto, y Sudáfrica).